# Palais Krausz

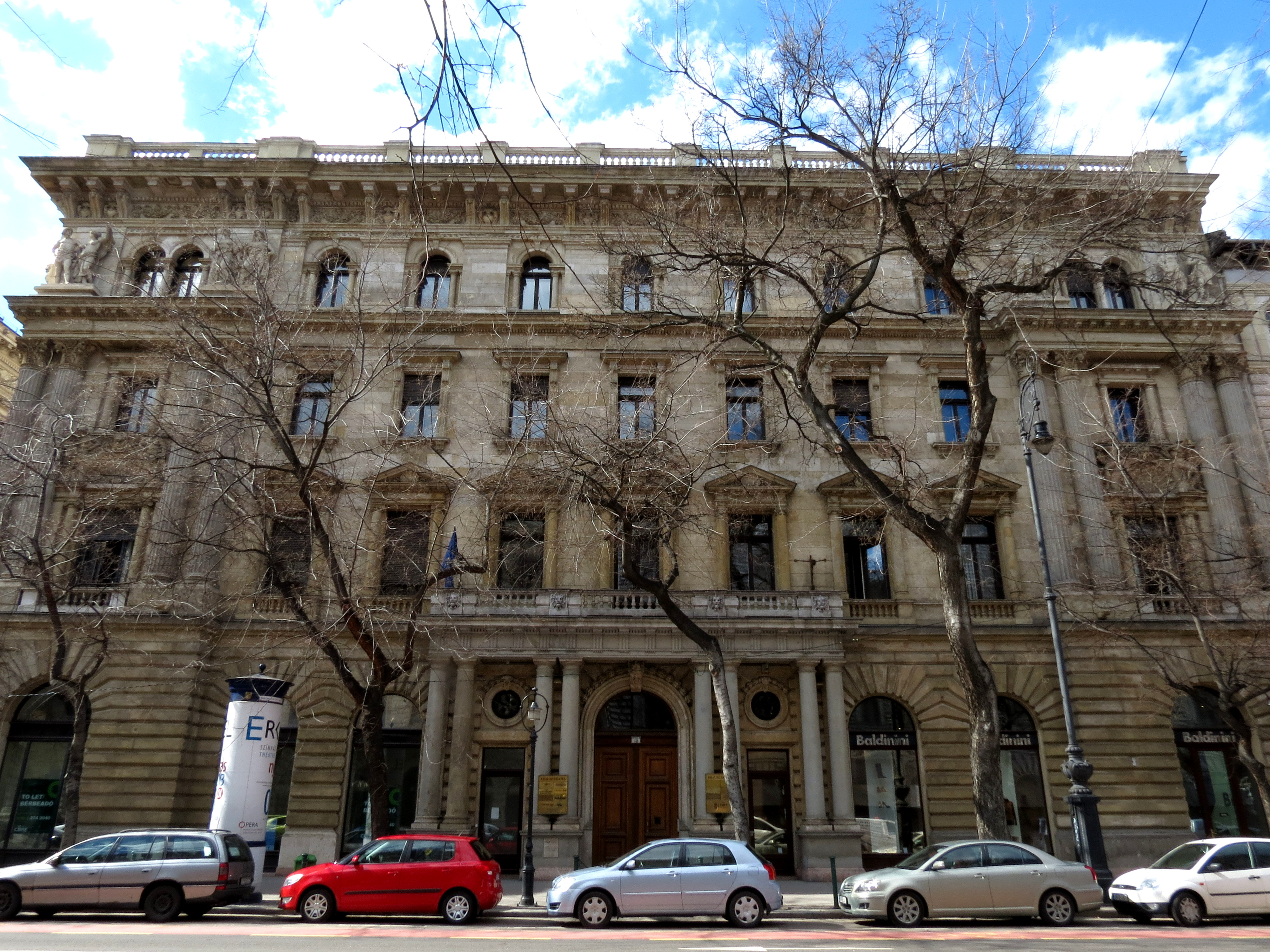
Palais Krausz, 2013

Das Palais Krausz (ungarisch Krausz-palota) ist ein denkmalgeschütztes Palais an der Andrássy út Nr. 12 in Budapest. Das als eines der schönsten Palais der Prachtstraße bezeichnete Gebäude befindet sich in der Nähe der Staatsoper und gehört zusammen mit der Andrássy út zum UNESCO-Weltkulturerbe.

## Lage
Das Palais befindet sich im ersten Abschnitt der Andrássy út, zwischen Bajcsy-Zsilinszki út und Staatsoper, im VI. Budapester Bezirk (Terézváros).

## Geschichte
Anstelle des heutigen Palais stand bereits ein zweistöckiges Gebäude, das jedoch dem Straßenverlauf der neu angelegten Andrássy út weichen musste. Das Palais Krausz wurde in den Jahren 1885–1886 nach Plänen von Zsigmond Quittner im Auftrag des Politikers und königlichen Staatsrats Lajos Krausz errichtet. Die Innenräume wurden von berühmten ungarischen Künstlern, wie dem Maler Károly Lotz gestaltet. Das Palais beherbergte ab 1888 das berühmte Café Szalon und von 1922 bis 1930 das Café Magyar Korona, in dem sich die bedeutendsten Mitarbeiter der Literaturzeitschrift Nyugat trafen. Nach dem Zweiten Weltkrieg wurde das Gebäude zum Polizeipräsidium und verfiel im Laufe der Jahre. Ab 2021 wird das Gebäude grundlegend renoviert, und voraussichtlich ab 2022 als Bürogebäude dienen.